# Irwin Rose
Irwin A. Rose (Nueva York, EUA, 16 de julio de 1926-2 de junio de 2015) fue un bioquímico y profesor universitario estadounidense, galardonado con el Premio Nobel de Química de 2004 junto con los biólogos israelitas Aarón Ciechanover y Avram Hershko.

## Biografía
Rose nació en Brooklyn, Nueva York, en el seno de una familia judía laica, hijo de Ella (Greenwald) y Harry Royze, dueños de una tienda de pisos. Comenzó sus estudios de bioquímica en la Universidad Estatal de Washington, estudios interrumpidos por la Segunda Guerra Mundial y que continuó posteriormente en la Universidad de Chicago, donde se graduó en 1948 y se doctoró en 1952. Fue profesor del Departamento de Biofísica de la Universidad de California de la ciudad californiana de Irvine.

## Investigaciones científicas
Rose fue miembro del cuerpo docente del departamento de bioquímica de la Facultad de Medicina de Yale de 1954 a 1963. Luego se unió al Fox Chase Cancer Center en 1963 y permaneció allí hasta su jubilación en 1995. Se incorporó a la Universidad de Pensilvania en la década de 1970 y se desempeñó como profesor de Bioquímica Física.  Fue un distinguido profesor residente en el Departamento de Fisiología y Biofísica de la Facultad de Medicina de la Universidad de California, Irvine, en el momento en que se anunció su Premio Nobel en 2004.
Irwin (Ernie) formó a varios investigadores postdoctorales durante su estancia en el Centro Oncológico Fox Chase de Filadelfia. Entre ellos se encontraban Art Haas,  el primero en observar las cadenas de ubiquitina; Keith Wilkinson,  el primero en identificar APF-1 como ubiquitina; y Cecile Pickart.

### Enzimología clásica
Aquí sólo se menciona una selección del extenso trabajo de Rose en este campo.
En colaboración con Marianne Grunberg-Manago, Saul Korey y Severo Ochoa, investigó la formación de acetil-CoA dependiente de Mg2+ o Mn2+ a partir de acetato y ATP catalizada por la acetato quinasa, una reacción esencial para iniciar el ciclo del tricarboxilato, describiendo la purificación de la enzima y midiendo la constante de equilibrio de la reacción.
Con Edward O'Connell, Rose investigó los mecanismos de la reacción catalizada por la fosfoglucosa isomerasa  y, con Sidney Rieder, de la triosa fosfato isomerasa.
Con Jessie Warms, estudió el mecanismo de la hexoquinasa del tumor del sarcoma,  encontrando que estaba ubicada en las mitocondrias del hígado y el cerebro, y unida de acuerdo con un equilibrio dependiente de Mg2+.
Tenía un interés general en el papel del magnesio en las células y lo estudió basándose en el equilibrio de la reacción catalizada por la adenilato quinasa,  una cuestión complicada, porque deben tenerse en cuenta numerosos complejos de Mg2+ , H+ y K+ con ATP, ADP y AMP.
A partir de la teoría de Ogston, Rose se interesó por la estereoquímica de las reacciones catalizadas por enzimas, investigando varias enzimas,  y más tarde la glutamina sintetasa.  Este fue el tema de un artículo de revisión escrito con Kenneth Hanson.

### Ubiquitina
Después de su descubrimiento por Gideon Goldstein y sus colegas en 1975,  la ubiquitina fue estudiada extensamente por Rose, junto con Avram Hershko, Aaron Ciechanover, AL Haas y H. Heller,  uno de los muchos artículos sobre el tema.

## Premios y reconocimientos
Inició su investigación en la degradación de las proteínas. En colaboración con los biólogos israelitas Aarón Ciechanover y Avram Hershko, observó cómo era la ubiquitina, una pequeña proteína que aparece de forma natural en las células eucariotas. Por este descubrimiento en 2004 fue galardonado, junto con sus colaboradores, con el Premio Nobel de Química.

## Vida personal
Rose estuvo casado con Zelda Budenstein y tuvo cuatro hijos.  Murió el 2 de junio de 2015 en Deerfield, Massachusetts.  Su viuda murió en 2016.